# Universidade de Bath

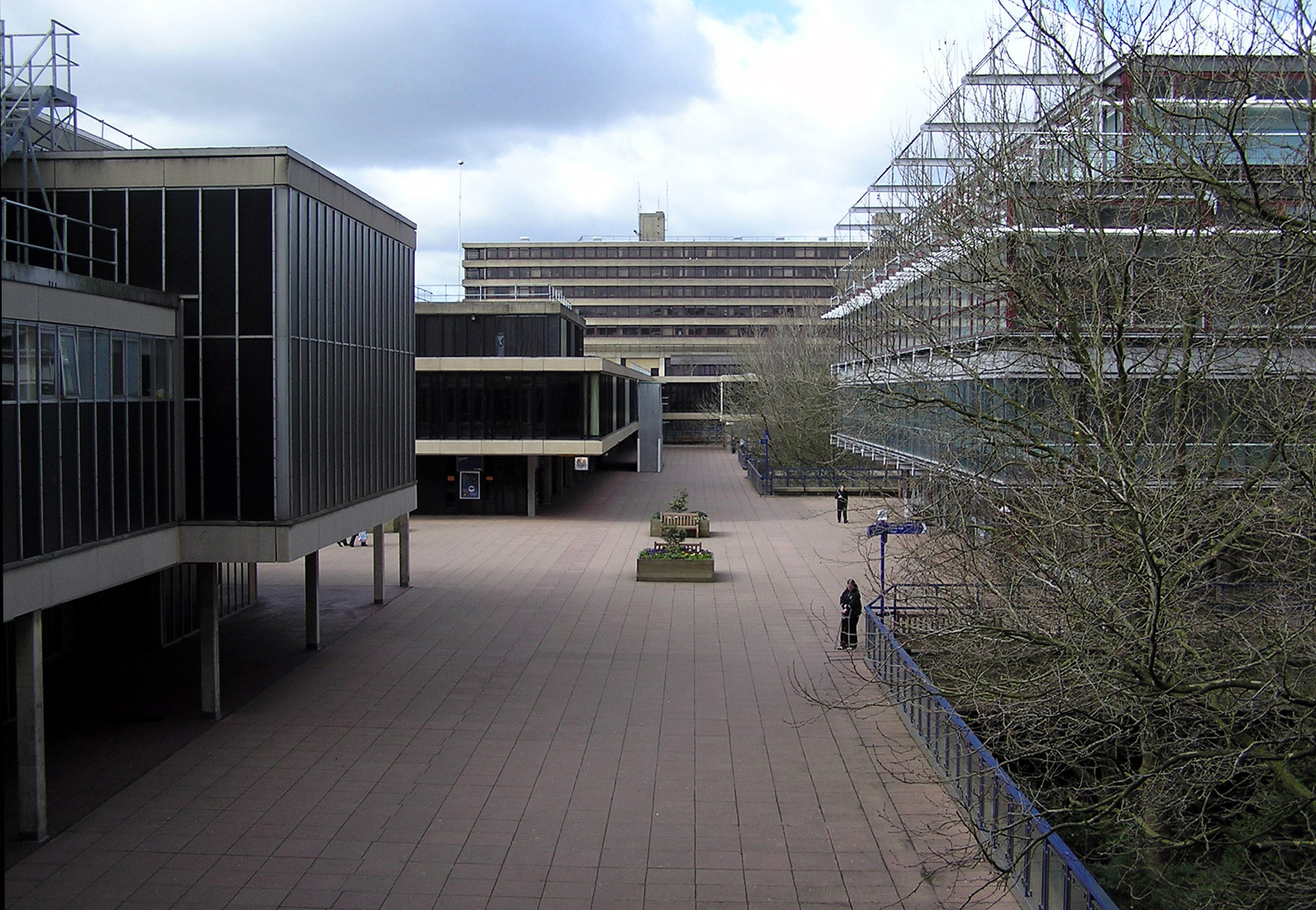
Universidade de Bath

A Universidade de Bath é uma instituição pública fundada em 1966. Localizada em Bath, Inglaterra, a universidade opera em dois campi principais: Claverton Down e Oakfield. Mais de 13 mil estudantes estão matriculados atualmente. 
Os fortes acadêmicos da universidade são as áreas de Ciências Físicas, Matemática, Engenharia e Tecnologia. Os cursos oferecidos são Negócios e Gerência, Arquitetura e Engenharia Civil, Economia, Ciência da Computação, Engenharia Eletrônica e Elétrica, Engenharia Mecânica, Matemática, Estatísticas e Pesquisa Operacional, Educação, Biociências Moleculares, Biociência, Física, Recreação e Turismo, Política Social e Administração.